# HD 156653
HD 156653，又名BD+17 3216，SAO 102724、HR 6432，是一颗恒星，视星等为6，位于銀經38.95，銀緯28.19，其B1900.0坐标为赤經17h 13m 38.5s，赤緯+17° 28.19′ 29″。